# قلعة خسرو آباد
قلعة خسرو آباد هي قلعة قديمة بُنيت في عهد القاجاريون. تقع هذه القلعة في قرية خسرو آباد، مقاطعة أبركوه، في محافظة يزد. تم تسجيل قلعة خسرو آباد في قائمة الآثار الوطنية لإيران برقم 25360.